# Санс, Лоренсо
Лоренсо Санс Мансебо (исп. Lorenzo Sanz Mancebo 9 августа 1943, Мадрид — 21 марта 2020, там же)   — испанский бизнесмен, президент футбольного клуба «Реал Мадрид» в 1995—2000 годах.

## Биография

### Ранние годы
Родился в скромной семье в Мадриде, был старшим из десяти детей. В молодости был вратарём нескольких мадридских любительских футбольных команд, в частности «Пуэрта Бонита», впрочем футбольная карьера не сложилась, а потому Лоренсо решил податься в бизнес. Свою деловую карьеру он начал с фабрики обоев.

### «Реал Мадрид»
Попасть в структуру «сливочных» Сансу удалось в 1985 году. Тогда на пост президента клуба заступил Рамон Мендоса, а Лоренсо оказался в числе членов совета мадридского клуба, а затем стал вице-президентом. Уже через десять лет, 26 ноября 1995 года, должность перешла к Сансу. Примечательно, что выборы в феврале 1995 года выиграл все тот же Мендоса, но вскоре он ушел в отставку.
В своем первом полном сезоне управления клубом, 1996/97, «Реал» завоевал чемпионский титул под руководством именитого итальянского тренера Фабио Капелло, а также сделал шесть звездных трансферов: «Реал» приобрел Миятовича, Давора Шукера, Кларенса Зеедорфа, Роберто Карлоса, Кристиана Пануччи и Бодо Илльгнера, которые вместе с Фернандо Йерро, Редондо и Раулем создали мощную команду, которая дважды за три года выиграла Лигу чемпионов, сначала в 1998 году, через 32 года после предыдущего триумфа 1966 года, а затем и в 2000 году . Кроме того, мадридцы выиграли Суперкубок Испании в 1997 году и Межконтинентальный кубок в 1998.
Менее чем через два месяца после своего второго Кубка Европы, 16 июля 2000 года состоялись досрочные выборы президента «Реала», на которых победу одержал Флорентино Перес, обойдя своего соперника, Санса, только на 3167 голосов (16 469 против 13 302). В июле 2004 Санс вновь участвовал в выборах в президенты «Реала», но на этот раз получил только 5,08 % голосов против 91 % у Флорентино Переса .

### Последующие годы
В июле 2006 года Санс приобрел футбольный клуб «Малага» . Будучи его владельцем, он поручил своему сыну Фернандо президентство в клубе . Он продал клуб в 2010 году катарскому инвестору за сумму в 5 миллионов евро.
В мае 2008 года было сообщено, что Лоренсо хочет купить итальянский клуб «Бари», и владельцы дали ему 10 дней, чтобы закрыть сделку, которая, по слухам, должна обойтись около 15 миллионов евро . Впрочем покупка так и не состоялась.

### Смерть
17 марта 2020 Санс был доставлен в отделение интенсивной терапии университетской больницы Фундасьон Хименес Диас после подтверждения у него COVID-19. Лоренсо Санс восемь дней пробыл в домашней изоляции, отказываясь ехать в больницу, но все-таки попал в медицинское учреждение в тяжелом состоянии с двусторонней пневмонией . Спасти его врачи уже не смогли. Его состояние резко ухудшилось из-за приступов лихорадки, которые добавились к почечной недостаточности и гипертонии, из-за чего Лоренсо Санс умер в возрасте 76 лет, 21 марта 2020 в 21:50.

## Личная жизнь
Был женат на Марии Лус Дуран Муньос, был отцом пяти детей. Старший сын Лоренсо был баскетболистом и два сезона играл в первой команде «Реала», а затем два сезона был техническим директором команды. Следующие два сына   — Пако (сыгравший восемь матчей в Примере за «Овьедо» и «Мальорку») и Фернандо (который выступал за первую команду «Реала» в течение четырёх сезонов и семь за «Малагу»), были футболистами, а позже президентами футбольных клубов «Гранада» и «Малага» соответственно . Также Лоренсо имел двух дочерей, Марию (род. 1975), которая вышла замуж за бывшего футболиста «Реала» Мичела Сальгадо, и Диану (род. 1977).
Лоренсо Санс был постоянным посетителем судов, особенно в процессах, связанных с его недвижимостью. Его обвиняли в махинациях с недвижимостью, землей, банковскими счетами, а позже и контрабандой культурных ценностей. В 2018 году ему угрожал трехлетний срок и штраф в размере 1,2 миллиона евро за сокрытие от казначейства почти шести миллионов евро .

## Достижения в качестве президента «Реала»

### Футбол
- Чемпион Испании (1) : 1996/97.
- Обладатель Суперкубка Испании (1) 1997
- Победитель Лиги чемпионов (2) : 1997/98, 1999/00
- Обладатель Межконтинентального кубка (1) : 1998

### Баскетбол
- Чемпион Испании (1) : 1999/00
- Обладатель Европейского кубка (1) : 1996/97